# Харциз Первый
Харци́з Пе́рвый — село в Лазаревском районе муниципального образования «город-курорт» Сочи Краснодарского края. Административный центр Солохаульского сельского округа.

## География

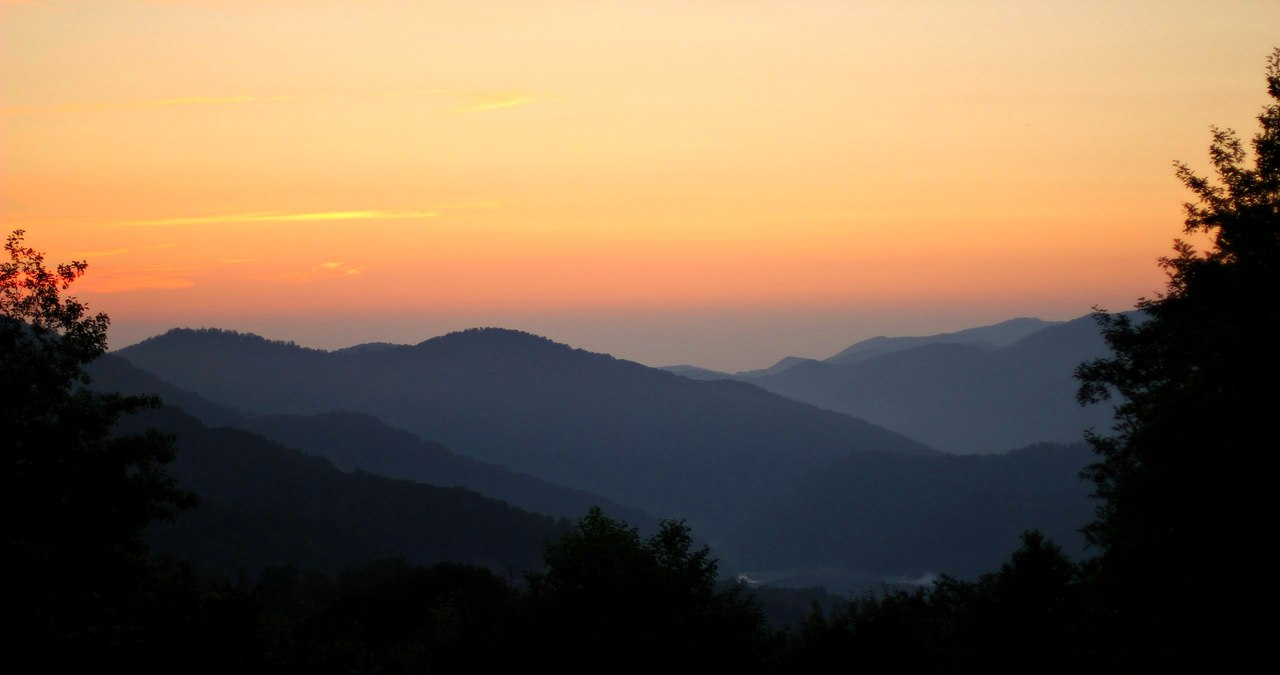
На перевале Ноль в окрестностях села

Селение расположено в центральной части Лазаревского района города-курорта Сочи, на левом берегу реки Шахе. Находится в 81 км к юго-востоку от районного центра Лазаревское и в 62 км к северо-западу от Центрального Сочи (по дороге). Расстояние до побережья Чёрного моря составляет 27 км.
Граничит с землями населённых пунктов — Харциз Второй на западе и Солохаул на востоке. Также в состав села входит упразднённый в 1980 году — посёлок Верхнерусская Хобза, расположенное к юго-востоку от села, в верховьях реки Хобза. К юго-востоку от села действует карьер. Из села Харциз Первый в Солохаул идёт горная туристическая тропа через перевал Ноль.
Населённый пункт расположен в горной зоне Причерноморского побережья. Рельеф местности в основном гористый с ярко выраженными колебаниями относительных высот. Средние высоты на территории села составляют около 290 метров над уровнем моря. Абсолютные высоты в окраинах села достигают 900 метров над уровнем моря.
Гидрографическая сеть в основном представлена рекой Шахе. Напротив села в него впадает правый приток — Псий.
Климат на территории села — влажный субтропический. Среднегодовая температура воздуха составляет около +13,5°С, со средними температурами июля около +23,0°С и средними температурами января около +6,0°С. Среднегодовое количество осадков составляет около 1350 мм. Основная часть осадков выпадает в зимний период.

## История
До 1864 года на месте нынешнего села существовали черкесские поселения, которые обезлюдели в результате мухаджирства, вызванного окончанием Кавказской войны.
Точная дата основания современного села неизвестна. Возможно, русские переселенцы начали его заселять в начале XX века. Название села происходит от адыгского дворянского рода — Харциз (адыг. Хырцыжь), представители которого раньше проживали в этой местности. Название рода закрепилось за местностью, а позже было присвоено новому селению, основанному здесь.
С 26 декабря 1962 года по 16 января 1965 года Харциз Первый, в связи с упразднением Лазаревского района, был включён в состав Туапсинского района.
В 1965 году село передано в состав Солох-Аульского сельского округа Лазаревского района города Сочи.

## Население
| 2002 | 2010 |
| ---- | ---- |
| 364  | ↘348 |

Национальный состав
По данным Всероссийской переписи населения 2010 года:
| Народ    | Численность, чел. | Доля от всего населения, % |
| -------- | ----------------- | -------------------------- |
| русские  | 259               | 74,4 %                     |
| армяне   | 47                | 13,5 %                     |
| адыги    | 10                | 2,9 %                      |
| украинцы | 9                 | 2,6 %                      |
| другие   | 23                | 6,6 %                      |
| всего    | 348               | 100 %                      |

## Инфраструктура
На территории села расположены основные объекты социальной инфраструктуры Солохаульского сельского округа.
Образование
- Средняя школа № 96 — ул. Лучевая, 3.

Здравоохранение
- Участковая больница — ул. 8 марта, 10.

## Улицы
Улицы:

| 8 марта |
| Лучевая |

| Мира |

| Чкалова |